# Adlectio
Adlectio – łac. dobranie – włączenie w skład instytucji osób nie spełniających kryteriów, jakie są wymagane od jej członków.
W czasach Cesarstwa Rzymskiego dokooptowanie w skład senatu osób nie piastujących tradycyjnych urzędów.
Po raz pierwszy tą metodą kreował nowych senatorów Cezar, a w czasie cesarstwa pierwsze znane przypadki adlectio pochodzą z okresu panowania Klaudiusza.
W 182 r. po raz pierwszy zaliczono osobę nie będącą senatorem do najwyższych rangą senatorów (łac. inter consulares); początkowo adlectio stosowano rzadko, w późnym cesarstwie nagminnie.